# قضیه افت‌وخیز-هدررفت
قضیه افت‌وخیز-هدر رفت ابزاری بسیار سودمند در فیزیک آماری است که برای تحلیل سیستم‌های ترمودینامیکی به کار می‌رود. این سیستم‌ها شامل اتلاف برگشت ناپذیر انرژی حاصل از نوسانات برگشت پذیر به گرما می‌باشد. این قضیه قابلیت استفاده در هر دو سیستم‌های مکانیک کلاسیک و مکانیک کوانتومی را دارا می‌باشد.
اساس تئوری اتلافات نوسانی بر این فرض استوار است که پاسخ هر سیستم در تعادل ترمودینامیکی به نیروی کوچک اعمال شده به آن برابر است با پاسخ همان سیستم به نوسان خودبه‌خودی. بنابراین٬ این تئوری پاسخ خطی آرام شدن سیستم به حالت غیرتعادلی را به خواص نوسانات آماری در حالت تعادل آن سیستم مرتبط می سازد.
این تئوری ابتدا توسط هری نایکوئیست در سال ۱۹۲۸ ارائه شد و سال‌ها بعد توسط هربرت کالن و تئودور اِی ولتون در ۱۹۵۱ اثبات شد.

## مثال‌های کیفی
تئوری اتلافات نوسانی بیان می‌کند که در پروسه‌ای که در آن انرژی اتلاف می‌شود٬ و به گرما تبدیل می‌شود (برای مثال٬ در اثر اصطکاک)٬ پروسه‌ای عکس این نیز صورت می‌گیرد که وابسته به نوسانات گرمایی می‌باشد. چند مثال مفهوم این تئوری را روشن‌تر می‌نماید:
- پسا و حرکت براونی

اگر جسمی در داخل سیالی حرکت کند٬ نیروی پسایی را تجربه خواهد نمود (مقاومت هوا یا مقاومت سیال). پسا انرژی جنبشی را مصرف کرده و آن را تبدیل به گرما می‌کند. نوسانات مرتبط با حرکت براونی می‌باشند. جسم در داخل سیال آرام نمی‌نشیند بلکه با حرکتی دائمی در اثر برخورد مولکول‌های سیال به حرکت با سرعت کم و جهت متفاوت ادامه می‌دهد. حرکت براونی انرژی گرمایی را به انرژی جنبشی تبدیل می‌کند.
- مقاومت و نویز جوهانسون

اگر جریان الکتریسیته از حلقه‌ای که دارای مقاومت هست عبور نماید٬ جریان به سرعت به صفر میل خواهد نمود. مقاومت انرژی الکتریکی را مصروف کرده و آن را به گرما تبدیل می‌کند (گرمای ژول). نوسانات مرتبط نویز جوهانسون نام دارد.حلقه سیم با مقاومت هیچ گاه جریان صفر نخواهدشد٬ بلکه همواره دارای مقدار کوچکی نوسانات سریع جریان می‌باشد که ناشی از نوسانات گرمایی الکترون‌ها و اتم‌ها در داخل مقاومت می‌باشد. نویز جوهانسون انرژی گرمایی را به انرژی الکتریکی تبدیل می‌کند که عکس عمل مقاومت می‌باشد.
- جذب نور و تشعشع گرمایی

هنگامی که نور به جسمی برخورد می‌کند بخشی از آن جذب جسم شده و جسم را گرم‌تر می‌کند. به این ترتیب٬ جذب نور باعث تبدیل انرژی نور به گرما می‌شود. نوسانات مرتبط در این مثال تشعشع گرمایی می‌باشد. تشعشع گرمایی گرما را به انرژی نور تبدیل می‌کند. به این ترتیب قانون کیریشهف تأیید می‌کند که هر چه جسمی نور را به طرز موثری جذب کند به همان میزان هم تشعشع گرمایی بیشتری خواهد داشت.